# 1960-61년 유러피언컵위너스컵
1960-61년 유러피언컵위너스컵(1960-61 European Cup Winners' Cup)은 유러피언컵위너스컵의 1번째 대회이다.
이미 존재하였던 유럽 축구 클럽 대항전 대회인 유러피언컵과 인터시티스 페어스컵의 상황을 반영하여 각국 컵 대회 우승팀들의 대회를 만들어 보자는 몇몇 스포츠 기자들의 아이디어가 있었고, 이를 통해 첫 번째 UEFA 컵위너스컵의 대회가 1960-61 시즌에 개최되었다.
당시에는 10개 클럽만이 참가하는 일종의 반공식적 대회로 그렇게까지 큰 주목을 끌지는 못하였다. 또한 당시 참가 자격을 보유하였던 아틀레티코 마드리드, AS 모나코 등의 빅 클럽들이 참가를 거부함에 따라 제대로 된 운영도 어려워졌다.
이 대회에서는 UEFA 컵위너스컵 역사상 유일하게 결승전이 홈 앤 어웨이 방식으로 진행되었다. 1, 2차전 합계 점수 4-1로 레인저스를 꺾은 피오렌티나가 사상 첫 UEFA 컵위너스컵 우승을 차지하게 되었다.

## 예선 라운드
| 팀 1              | 합계 | 팀 2                 | 1차전 | 2차전 |
| ----------------- | ---- | -------------------- | ----- | ----- |
| 레인저스          | 5-4  | 페렌츠바로시         | 4-2   | 1-2   |
| 포어베르츠 베를린 | 2-3  | 루다 흐베즈다 브르노 | 2-1   | 0-2   |

## 8강전
| 팀 1                    | 합계 | 팀 2            | 1차전 | 2차전 |
| ----------------------- | ---- | --------------- | ----- | ----- |
| 보루시아 묀헨글라드바흐 | 0-11 | 레인저스        | 0-3   | 0-8   |
| 아우스트리아 빈         | 2-5  | 울버햄프턴      | 2-0   | 0-5   |
| 루체른                  | 2-9  | 피오렌티나      | 0-3   | 2-6   |
| 루다 흐베즈다 브르노    | 0-2  | 디나모 자그레브 | 0-0   | 0-2   |

## 준결승전
| 팀 1       | 합계 | 팀 2            | 1차전 | 2차전 |
| ---------- | ---- | --------------- | ----- | ----- |
| 레인저스   | 3-1  | 울버햄프턴      | 2-0   | 1-1   |
| 피오렌티나 | 4-2  | 디나모 자그레브 | 3-0   | 1-2   |

## 결승전
결승전 1차전은 1961년 5월 17일 스코틀랜드 글래스고에 위치한 아이브록스 스타디움에서, 결승전 2차전은 1961년 5월 27일 이탈리아 피렌체에 위치한 스타디오 아르테미오 프란키에서 열렸다.
| 팀 1     | 합계 | 팀 2       | 1차전 | 2차전 |
| -------- | ---- | ---------- | ----- | ----- |
| 레인저스 | 1-4  | 피오렌티나 | 0-2   | 1-2   |

| 1960-61년 유러피언컵위너스컵 |
| ---------------------------- |
| 이탈리아                     |
| 피오렌티나 1번째 우승        |

## 같이 보기
- 1960-61년 유러피언컵
- 1960-61년 인터시티스 페어스컵